# Sukoharum
Sukoharum is een bestuurslaag in het regentschap Pringsewu van de provincie Lampung, Indonesië. Sukoharum telt 1629 inwoners (volkstelling 2010).